# セッティング・サンズ
『セッティング・サンズ』（Setting Sons）は、イギリスのロック・バンド、ザ・ジャムが1979年に発表した4作目のスタジオ・アルバム。

## 背景
当初はコンセプト・アルバムになる予定で、3人の幼なじみが成長とともに離ればなれとなっていく物語が考案されており、本作収録曲の一部は、そのテーマで作られた。「恋はヒート・ウェイヴ」はマーサ&ザ・ヴァンデラスが1963年にヒットさせた曲のカヴァーで、この曲のレコーディングでは、後にポール・ウェラーと共にスタイル・カウンシルを結成するミック・タルボットがピアノを弾いた。
レコーディングはザ・タウンハウスで行われた。プロデューサーのヴィック・カッパースミス＝ヘヴンによれば、当初は思ったほどシャープでメタリックなギター・サウンドが得られなかったため、波型鉄板を壁や床やアンプの前に置いて、音をマイクの方に向けたという。本作のジャケットには、ベンジャミン・クレメンスが1919年に製作したブロンズ像「The St John's Ambulance Bearers」の写真が使用された。
アメリカ盤LPは「ストレンジ・タウン」が追加されて11曲入りとなり、イギリス盤とはA・B面が逆の形でリリースされた。

## 反響
本作からの先行シングルとしてリリースされた「イートン・ライフルズ」は全英シングルチャートで3位に達し、バンド初のトップ10シングルとなった。そして、本作は1979年11月24日付の全英アルバムチャートで初登場4位となり、同チャートで初のトップ5入りを果たした。また、ザ・ジャムのアルバムとしては初めてアメリカのBillboard 200にチャート・インして、1980年に最高137位を記録した。

## 収録曲
特記なき楽曲はポール・ウェラー作。
1. 電話のあの娘 Girl on the Phone – 2:55
2. 引き裂かれぬ仲 Thick as Thieves – 3:39
3. プライヴェイト・ヘル Private Hell – 3:50
4. 少年の兵士 Little Boy Soldiers – 3:36
5. 不毛の荒野 Wasteland – 2:51
6. 燃え上がる空 Burning Sky – 3:32
7. スミサーズ-ジョーンズ Smithers-Jones (Bruce Foxton) – 2:59
8. サタデーズ・キッズ Saturday's Kids – 2:53
9. イートン・ライフルズ The Eton Rifles – 3:58
10. 恋はヒート・ウェイヴ Heat Wave (Holland–Dozier–Holland) – 2:24

## 参加ミュージシャン
- ポール・ウェラー - ボーカル、ギター
- ブルース・フォクストン - ベース
- リック・バックラー - ドラムス

アディショナル・ミュージシャン
- ルディ - サックス
- ミック・タルボット - ピアノ
- ピート・ソリー - ストリングス編曲